# Osnovna šola (film)
Osnovna šola (češko Obecná škola) je češkoslovaški komično-dramski film iz leta 1991, ki ga je režiral Jan Svěrák po scenariju svojega očeta Zdeněka Svěráka. V glavnih vlogah nastopajo Václav Jakoubek, Jan Tříska, Zdeněk Svěrák in Rudolf Hrušínský. Zgodba prikazuje desetletna Edo (Jakoubek) in Tonda (Budác), ki ob koncu druge svetovne vojne živila v okolici Prage. Njun razred je tako nediscipliniran, da učitelj da odpoved in ga zamenja strogi, a pošteni Igor Hnidzo (Tříska).
Film je bil premierno prikazan 1. avgusta 1991 v češkoslovaških kinematografih in je naletel na dobre ocene kritikov. Kot zadnji češkoslovaški kandidat je bil nominiran za oskarja za najboljši mednarodni celovečerni film na 64. podelitvi.. Na Filmskem festivalu v Plzňu je bil nagrajen z zlatim vodomcem. Leta 2017 je izšel predfilm Bosonog po strnišču.

## Vloge
- Václav Jakoubek kot Eda Souček
- Jan Tříska kot Igor Hnízdo
- Radoslav Budác kot Tonda
- Zdeněk Svěrák kot František Souček
- Libuše Šafránková kot ga. Součková
- Rudolf Hrušínský kot ravnatelj
- Rudolf Hrušínský ml. kot Tondov oče
- Eva Holubová kot Tondova mati
- Petr Čepek kot Josef Mrázek
- Boleslav Polívka kot Plíha
- Ondřej Vetchý kot voznik tramvaja
- Irena Pavlásková kot žena voznika tramvaja
- Daniela Kolářová kot učiteljica Maxová